# Friedrich Hund

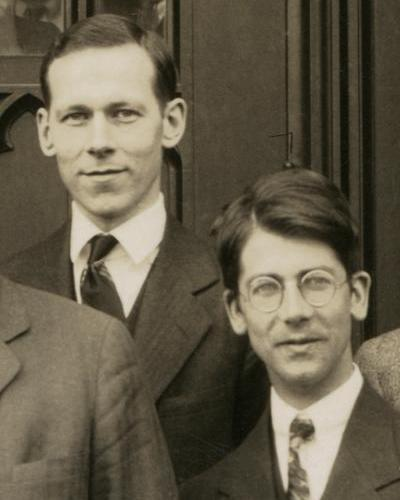
Robert Mulliken + Friedrich Hund - Chicago 1929

Friedrich Hermann Hund (Karlsruhe, 4 februari 1896 – Göttingen, 31 maart 1997) was een Duits natuurkundige, die vooral bekend is geworden met zijn werk aangaande de elektronische structuur van atomen en moleculen. Hij is het bekendst van zijn regel van Hund, die handelt over de elektronenconfiguratie in een orbitaal. Zijn werk was baanbrekend voor spectroscopische meettechnieken.

## Biografie
Na zijn studies wiskunde, natuurkunde en geografie in Marburg en Göttingen werkte hij als privaatdocent theoretische fysica in Göttingen, was hij hoogleraar in respectievelijk Rostock (1927), Leipzig (1929), Jena (1946), Frankfurt am Main (1951) en vanaf 1957 opnieuw in Göttingen. Daarnaast verbleef hij in Kopenhagen bij Niels Bohr en doceerde hij atoomfysica aan de Harvard-universiteit (1928). Gedurende zijn lange universitaire loopbaan werkte hij nauw samen met bekende fysici als Erwin Schrödinger, Paul Dirac, Werner Heisenberg, Max Born en Walther Bothe.
Hund publiceerde meer dan 500 artikelen en essays. Zijn bedragen, en dan met name de structuur van het atoom en van moleculaire spectra, waren belangrijk in de opkomende theorie van kwantumfysica. In de periode dat hij Bohrs assistent was deed hij onderzoek naar de kwantum interpretatie van bandspectra van diatomische moleculen (twee-atomige moleculen). In 1943 werd hij onderscheiden met de Max Planck-medaille.
In het bijzonder Robert Mulliken, die in 1966 werd onderscheiden met de Nobelprijs voor Scheikunde voor zijn moleculaire orbitaaltheorie, verklaarde altijd dat Hunds werk een grote invloed op zijn eigen werk gehad had en dat hij graag de Nobelprijs met Hund had willen delen. Om het belang van Hunds bijdragen te erkennen wordt de moleculaire orbitaaltheorie ook wel de Hund-Mullikentheorie genoemd. Hunds regel van maximale multipliciteit is een ander eponym, en in 1926 ontdekte Hund het zogenaamde tunneleffect of kwantumtunneling.